# Gáspár Péter
Gáspár Péter (Pécs, 1960. december 14. –) magyar gépészmérnök, közlekedésmérnök, egyetemi tanár, a Magyar Tudományos Akadémia rendes tagja.

## Élete
1985-ben a Budapesti Műszaki és Gazdaságtudományi Egyetem Közlekedésmérnöki és Járműmérnöki Karán szerzett gépészmérnöki M.Sc. végzettséget, és 1990-ben a Számítástechnikai és Automatizálási Kutatóintézet (SZTAKI) tudományos munkatársa lett. 1997-ben PhD fokozatot szerzett. 2004-ben a Járműdinamika és Irányítás Kutatócsoport vezetője, majd 2007-ben az MTA doktora lett. 2016-ban a Magyar Tudományos Akadémia levelező, 2022-ben rendes tagjává választották.
2008-ban habilitált, és 2009-ben a BME egyetemi tanárának nevezték ki, 2013 óta vezeti a BME KJK Közlekedés és Járműirányítási Tanszékét. 2016-ban a Magyar Tudományos Akadémia levelező tagjává választották. Ugyanebben az évben a SZTAKI kutatóprofesszora, majd 2017-ben a Rendszer és Irányításelméleti Laboratórium vezetője lett.
Szakterülete a rendszer- és irányításelmélet, valamint a járműirányítás. Kutatási területei közé tartoznak a járműdinamikai alkalmazások, a rendszer identifikáció, a robusztus irányításelmélet és a szabályozási célú identifikáció is.

## Díjai, elismerései
- Bolyai Plakett (2008)
- Akadémiai Díj (2014)
- Szent-Györgyi Albert-díj (2020)
- Magyar Érdemrend tisztikeresztje (2021)